# 디스크 복제
디스크 복제 또는 디스크 클로닝(disk cloning)은 컴퓨터 하드 디스크의 내용물을 다른 디스크나 이미지 파일로 복사하는 과정을 가리킨다. 최초의 디스크 콘텐츠는 중간 단계에서 이미지 파일로 기록된 다음 두 번째 디스크는 이 이미지의 내용물을 불러들인다. 이러한 과정은 디스크 용량이 크거나 디스크를 이전 상태로 되돌릴 경우에도 유용하다.

## 이용
디스크 복제 소프트웨어로는 다음과 같은 방법을 이용할 수 있다.
- 다시 시동과 복원
- 새로운 컴퓨터 준비
- 하드 드라이브 업그레이드
- 완전한 시스템 백업
- 시스템 복원
- 다른 사용자로의 전송

## 동작 원리
디스크 복제 소프트웨어를 이용하지 않고 컴퓨터의 하드 디스크를 준비하려면 다음과 같은 단계를 각 컴퓨터에 적용하는 것이 일반적이다.
1. 하나 이상의 디스크 파티션을 만든다.
2. 각 파티션을 포맷하여 파일 시스템을 해당 파티션에 만든다.
3. 운영 체제를 설치한다.
4. 특정한 하드웨어를 위해 장치 드라이버를 설치한다.
5. 응용 소프트웨어를 설치한다.

그러나 디스크 복제를 이용하면 다음과 같이 간단해진다:
1. 위와 같이 컴퓨터를 설치한다.
2. 하드 디스크 이미지를 만든다. (선택 사항)
3. 첫 번째 디스크나 디스크 이미지를 나머지 컴퓨터들에 복제한다.

이러한 방법은 복구 디스크로도 이용된다.

## 같이 보기
- 디스크 이미지
- 디스크 미러링
- 라이브 USB
- 보안 식별자